# Linfen
Linfen (chinesisch 臨汾市 / 临汾市, Pinyin Línfén Shì), früher Pingyang, ist eine chinesische bezirksfreie Stadt in der Provinz Shanxi, welche zu den ärmeren Provinzen der Volksrepublik gehört. Linfen hat eine Fläche von 20.298 km² und 3.976.481 Einwohner (Stand: Zensus 2020). In dem eigentlichen städtischen Siedlungsgebiet von Linfen leben 696.393 Menschen (Stand: Zensus 2020).

## Administrative Gliederung
Auf Kreisebene setzt sich Linfen aus einem Stadtbezirk, zwei kreisfreien Städten und vierzehn Kreisen zusammen. Diese sind (Stand: Zensus 2020):
- Stadtbezirk Yaodu (尧都区 Yáodū Qū), 1.307 km², 959.198 Einwohner;
- Stadt Houma (侯马市 Hóumǎ Shì), 222 km², 257.854 Einwohner;
- Stadt Huozhou (霍州市 Huòzhōu Shì), 762 km², 272.987 Einwohner;
- Kreis Quwo (曲沃县 Qǔwò Xiàn), 433 km², 216.595 Einwohner;
- Kreis Yicheng (翼城县 Yìchéng Xiàn), 1.160 km², 264.181 Einwohner;
- Kreis Xiangfen (襄汾县 Xiāngfén Xiàn), 1.032 km², 425.553 Einwohner;
- Kreis Hongdong (洪洞县 Hóngdòng Xiàn), 1.498 km², 637.812 Einwohner;
- Kreis Gu (古县 Gǔ Xiàn), 1.189 km², 79.816 Einwohner;
- Kreis Anze (安泽县 Ānzé Xiàn), 1.967 km², 75.574 Einwohner;
- Kreis Fushan (浮山县 Fúshān Xiàn), 944 km², 98.833 Einwohner;
- Kreis Ji (吉县 Jí Xiàn), 1.783 km², 87.374 Einwohner;
- Kreis Xiangning (乡宁县 Xiāngníng Xiàn), 2.023 km², 206.892 Einwohner;
- Kreis Pu (蒲县 Pú Xiàn), 1.527 km², 95.679 Einwohner;
- Kreis Daning (大宁县 Dàníng Xiàn), 955 km², 52.166 Einwohner;
- Kreis Yonghe (永和县 Yǒnghé Xiàn), 1.217 km², 49.946 Einwohner;
- Kreis Xi (隰县 Xí Xiàn), 1.407 km², 91.394 Einwohner;
- Kreis Fenxi (汾西县 Fénxī Xiàn), 872 km², 104.627 Einwohner.

## Umweltverschmutzung
Die Stadt wurde vom Blacksmith Institute 2006 und 2007 zu einem der zehn meist verschmutzten Orte der Welt erklärt. Ein chinesisches Ranking, welches die Umweltstandards von 113 großen Städten in China misst, ordnete Linfen 2007 auf dem letzten Platz ein. Mittlerweile hat das Umweltamt Linfen reagiert und unter anderem mehr als 600 Schadstoffausstoßer außer Kraft gesetzt. Daher hat sich das Ranking bis heute (2009) auf Platz 46 von 113 verbessert.

## Archäologie
In der Provinz Shanxi in der Nähe der Großstadt sind Archäologen auf ein 4100 Jahre altes astronomisches Observatorium gestoßen. Ähnlich den bronzezeitlichen Kreisanlagen Europas handelte es sich dabei um ein halbkreisförmiges Feld von etwa 40 m Durchmesser. Rund um das Areal waren ca. 4 m hohe Holzsäulen aufgestellt, so dass der Verlauf der Sonnenauf- bzw. -untergänge, evtl. auch die von dem Mond und anderen Gestirnen im Jahreslauf beobachtet werden konnte. Nach einem Bericht der China Daily haben die Beobachtungen nur eine Abweichung um maximal 2 Tage von dem noch heute zum Teil gebräuchlichen traditionellen chinesischen Kalender gehabt. (Quelle: Abenteuer Archäologie 2006,1,10).
In der Nähe, genauer in Xiangfen, befindet sich eine etwa 4300 Jahre alte Taosi Fundstätte, die neolithische Besiedlungsspuren aufweist.

## Wirtschaft
Ab 2019 meldete die Stadt ein BIP von 145,26 Milliarden Renminbi. Der Primärsektor von macht 7,1 % des BIP der Stadt aus, der Sekundärsektor trägt 43,3 % zum BIP der Stadt bei und der Tertiärsektor macht 49,6 % des BIP der Stadt aus.

## Töchter und Söhne der Stadt
- Huo Qubing 霍去病 († 117 v. Chr.) Heerführer
- Chai Jing 柴静 (* 1976) Filmemacherin, Journalistin und Umweltaktivistin